# Сургуладзе, Пётр Ростомович
Пётр Ростомович Сургуладзе (груз. პეტრე როსტომის ძე სურგულაძე, 1873, Чибати, Гурия — 1931, Стамбул) — грузинский политик, член Учредительного собрания Демократической Республики Грузии.

## Биография
Родился в октябре 1873 года в деревне Чибати Озургетского уезда в семье крестьянина Ростома Сургуладзе. Получил образование в Озургетской городской школе. В 1894 году окончил Александровский педагогический институт в Тифлисе, после окончания начал педагогическую деятельность. Он был старшим учителем Кутаисской начальной школы, затем преподавал историю в Тифлисской частной гимназии. С того же времени он был вовлечен в работу «Месаме-даси» (третьей труппы). Одним из его ближайших друзей был Яков Гогебашвили. В начале 1900-х годов он был арестован по политическим мотивам и уволен. Занимался журналистской работой, участвовал в публикации социал-демократической прессы. После революции 1905 года он покинул Социал-демократическую партию и работал учителем в грузинской гимназии в Тифлисе. С 1906 года он работал в Социалистическо-федералистской партии. В конце 1900-х годов вместе со своими союзниками он сформировал группу, нацеленную на обеспечение полной независимости Грузии. С 1908 года группа публикуется в журнале «Нация» («ერს»). Который был закрыт властями в 1909 году. Издание было переименовано в «Грузинские новости» («საქართველოს მოამბის»). Он был арестован во второй раз 7 августа 1910 года и привлечён к ответственности за публикацию статьи Георгия Гвазавы в газете, которую он редактировал. Приговорён к одному году лишения свободы. Во избежание наказания он нелегально эмигрировал. В 1910 году он основал «Группу грузинских сепаратистов» в Женеве и издал газету «Свободная Грузия». В 1913 году был арестован за попытку нелегального возвращения в Грузию. Во время Первой мировой войны, в 1914 году он сформировал «Комитет независимости Грузии», участвовал в формировании грузинского легиона и незаконно ввозил оружие в Грузию. В 1917 году он был одним из основателей Национал-демократической партии, членом Центрального комитета партии.
Член Национального совета Грузии с 1917 года, подписал Акт о независимости. С 1919 года он был депутатом Учредительного собрания. В годы существования Демократической Республики Грузия (1918—1921) Пётр Сургуладзе выполнял дипломатическую миссию как в международных переговорах, так и в урегулировании сложной политической ситуации в стране. В марте 1919 года вместе с Георгием Анжапаридзе, Гусейном Мамедовым и Самсоном Пирцхалавой был избран в специальную комиссию, созданную для изучения причин Ахалцихского восстания.
В начале 1921 года отправился в Стамбул, чтобы начать бизнес. После советизации Грузии остался в Стамбуле, где был вовлечён в политическую и общественную жизнь эмиграции. Там он продолжал работать над международным признанием независимости Грузии, грузинского языка и литературы, а также многими другими национальными вопросами.
Он умер внезапно в 1931 году от сердечного приступа. Похоронен в Стамбуле.